# Tibouchina elegans
Tibouchina elegans är en tvåhjärtbladig växtart som först beskrevs av Gardn., och fick sitt nu gällande namn av Célestin Alfred Cogniaux. Tibouchina elegans ingår i släktet Tibouchina och familjen Melastomataceae. Inga underarter finns listade i Catalogue of Life.